# Chemin des Dames

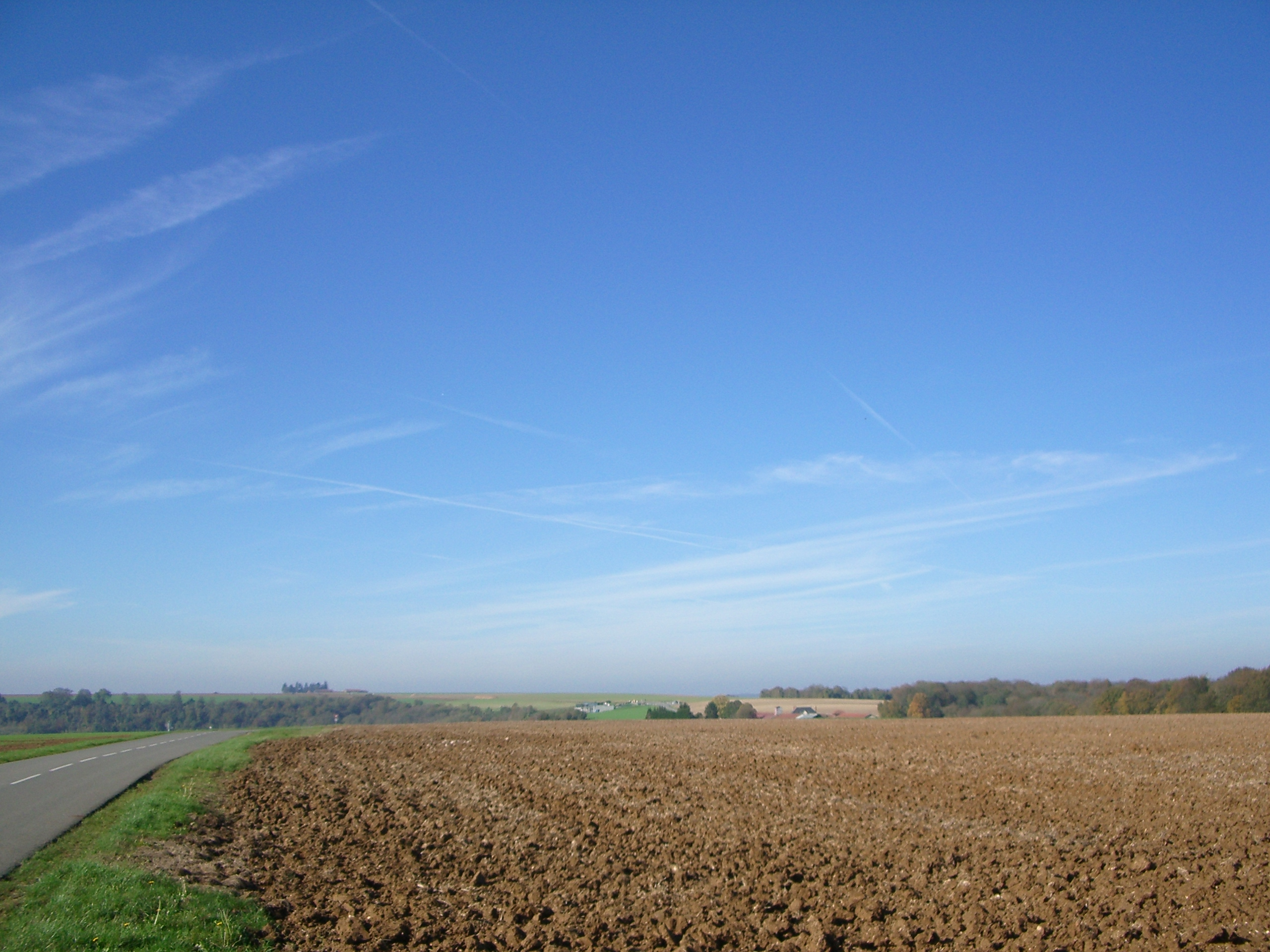
Planina kolem Chemin des Dames

Chemin des Dames [šemen de dam], v překladu „Cesta dam“, je asi 25 km dlouhá silnice v severní Francii v departementu Aisne, v oblasti mezi městy Soissons, Laon a Remeš. Vede západo-východním směrem po plochém hřbetu na rozvodí řek Aisny a Ailette (přítoky Oise), okolo 190 metrů nad mořem, až na výjimky mimo sídla. Začíná poblíž Vaudessonu na křižovatce silnice N2 a několika místních silnic, vede přes Cerny-en-Laonnois a končí v Corbeny.

## Historie
Své jméno cesta získala v 18. století, kdy ji používaly princezny Marie Adéla a Viktorie Luisa, dcery Ludvíka XV., přezdívané „Dames de France“ (Dámy Francie).
Roku 1814 se poprvé ukázal strategický význam hřbetu, když zde Napoleon uštědřil porážku prusko-ruským vojskům v Bitvě u Craonne.

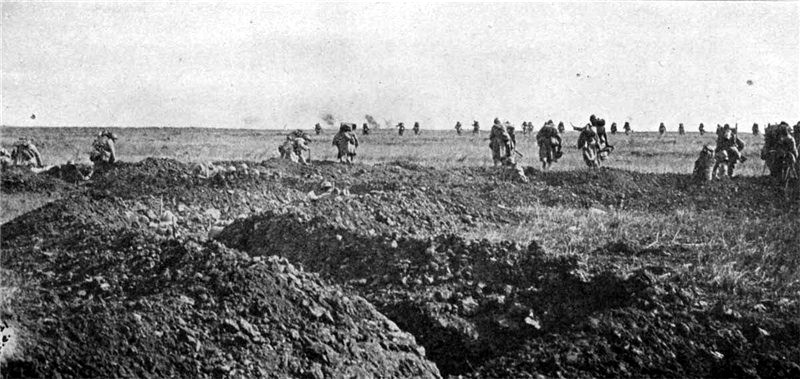
Francouzský útok během bitvy u Chemin des Dames (1917)

O století později se silnice a její okolí staly dějištěm několika krvavých bitev první světové války, vesměs zvaných podle jižněji položené řeky Aisne:
- První bitva na Aisně (1914) – anglo-francouzská protiofenzíva po první bitvě na Marně
- Druhá bitva na Aisně (1917) zvaná též „Bitva u Chemin des Dames“ – hlavní fáze katastrofální Nivellovy ofenzívy
- Třetí bitva na Aisně (1918) – součást Ludendorffovy ofenzívy

## Odkaz

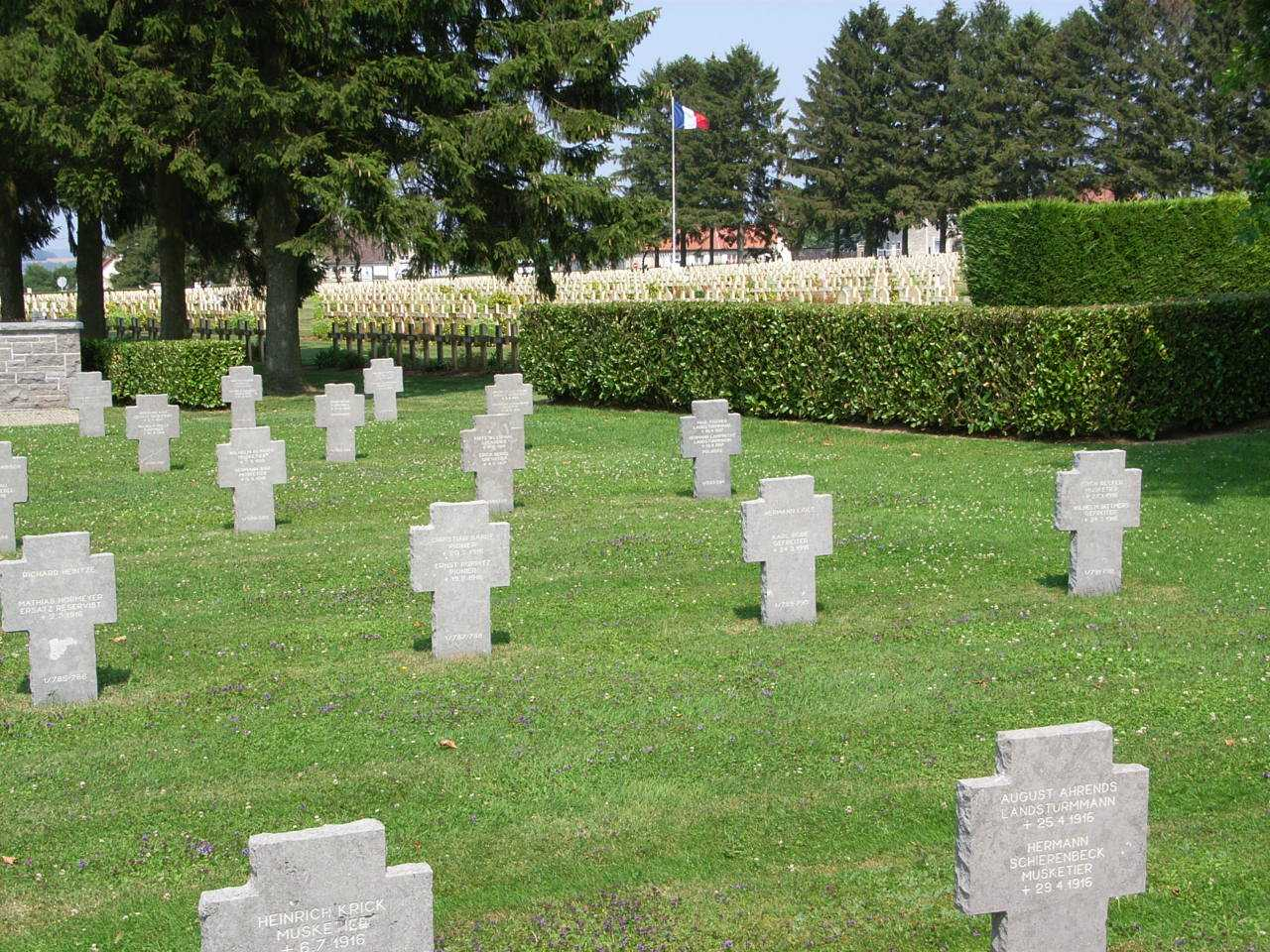
Německý (v popředí) a francouzský vojenský hřbitov v Cerny-en-Laonnois

Vzhledem ke zdejší historii a statisícům padlých se podél celé cesty nachází řada památníků a vojenských hřbitovů, zejména francouzských, německých a britských, ale národní hřbitov zde mají také Italové a vlastní sekce Dánové a Američané.
Na sté výročí začátku války, roku 2014, tudy byla vedena část šesté etapy Tour de France.
Na počest československých legionářů, kteří se na straně Dohody bojů na Chemin des Dames měli také účastnit, napsal vlastenecký právník Antonín Horák (1862–1948) oslavnou patetickou báseň „Česká legie“ (známá i jako „Tisíc nesmrtelných“), která byla nicméně z faktického hlediska velmi nadsazená až vybájená. To však nebránilo, aby po svém anonymním otištění 29. října 1918 v Národních listech dosáhla nadšeného ohlasu. Text zaujal i Leoše Janáčka, který ho ještě toho roku zpracoval do podoby jedné ze svých nejnáročnějších kompozic pro mužský sbor (JW IV/42).